# Shelikofsundet

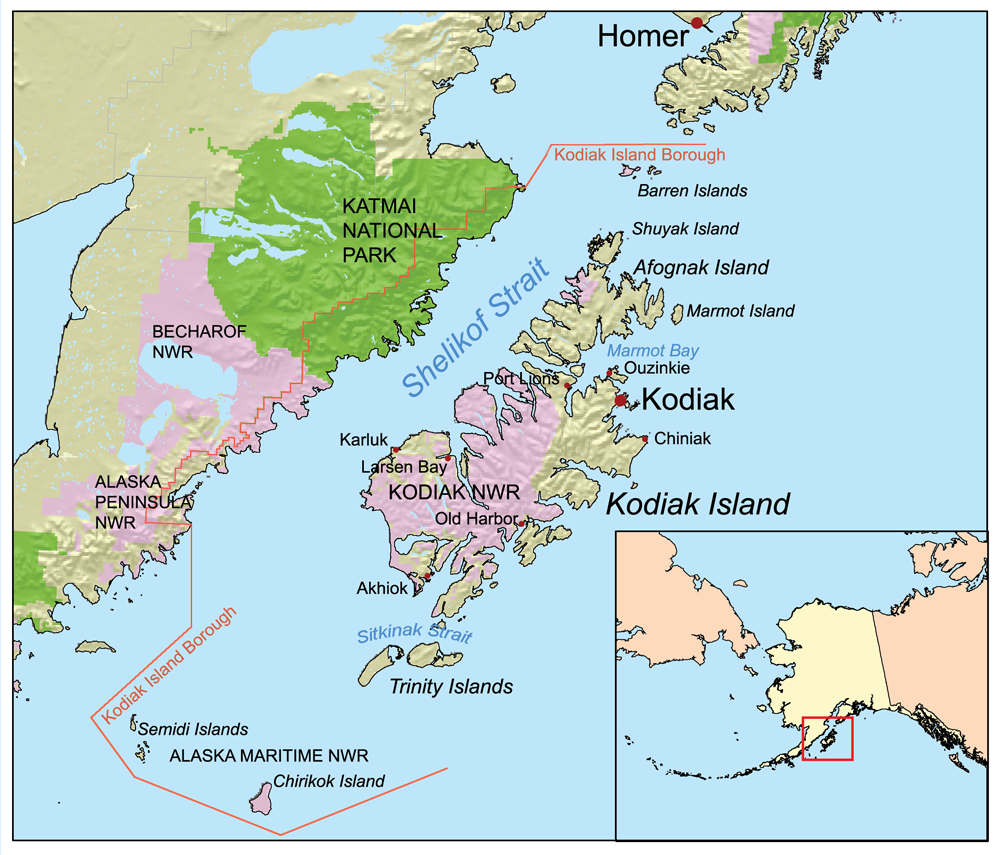
Shelikofsundet med Kodiakön och Alaskas fastland.

Shelikofsundet är ett sund i sydvästra Alaska i USA, mellan Alaskas fastland i väst och öarna Kodiak Island och Afognak i öst.
Shelikofsundet separerar fastlandets kustlinje med Kodiak Island Borough från ön och är omkring 240 kilometer lång och 40 till 48 kilometer brett. Cook Inlet ligger på sundets norra sida. Sundet är känt för sina extrema tidvatten tack vare närheten till Cook Inlet. Variationerna på havsnivån spänner sig över 12 meter.
Sundet är namngivet efter Grigory Shelikhov (1747-1795) som också stavades Shelikof. Han var en rysk sjöfarare och pälshandlare och grundlade den första ryska bosättningen i dagens Alaska. Bosättningen låg vid Three Saints Bay på Kodiakön och grundlades 1784.
USA:s flottas moderskepp för sjöflyg USS Shelikof (AVP-52), som tjänstgjorde mellan 1944 och 1947 och mellan 1952 och 1954, är namngiven efter Shelikofsundet.